# Malalai Bahaduri
Malalai Bahaduri est sous-lieutenant à l'Unité nationale d'interception afghane, instructrice principale. Elle y travaille en tant qu'opératrice en télécommunications, mais décide de rejoindre les services de police en 2002, à la fin du régime des talibans. Elle est alors menacée de mort et agressée physiquement par un oncle qui s'oppose à son choix.
Elle est la première femme membre de l'Unité nationale d'interception afghane.
Elle participe alors à des opérations de lutte contre la drogue dans les 34 provinces d'Afghanistan,.
En 2012, elle reçoit, de la part du département d'État des États-Unis, le Prix international de la femme de courage,.

## Source
- (en) Cet article est partiellement ou en totalité issu de l’article de Wikipédia en anglais intitulé « Malalai Bahaduri » (voir la liste des auteurs).